# Конкурс имени Триестского трио
Международный конкурс камерных ансамблей с участием фортепиано на приз Триестского трио (итал. Il Concorso Internazionale per complessi da camera con pianoforte «Premio Trio di Trieste») — международное соревнование исполнителей академической музыки, проходящее в Триесте ежегодно начиная с 1996 года. Проводится Ассоциацией камерной музыки Триеста. Среди членов жюри в разные годы были Франко Гулли, Альдо Чикколини, Марчелло Аббадо, Мария Типо, Норберт Брайнин, Виктор Пикайзен, Элисо Вирсаладзе, Наталия Гутман, Франсуа Жоэль Тиойе, Арналду Коэн, Дмитрий Башкиров, Барри Такуэлл, Мария Клигель, Игор Озим и другие известные музыканты.